# Myrmarachne mussungue
Myrmarachne mussungue là một loài nhện trong họ Salticidae.
Loài này thuộc chi Myrmarachne. Myrmarachne mussungue được Fred R. Wanless miêu tả năm 1978.